# Aphis pulsatillaephaga
Aphis pulsatillaephaga är en insektsart som beskrevs av Pashtshenko 1994. Aphis pulsatillaephaga ingår i släktet Aphis och familjen långrörsbladlöss. Inga underarter finns listade i Catalogue of Life.